# خط لوله اورنگوی–پوماری–اوژهورود
خط لوله اورنگوی-پوماری-اوژهورود (انگلیسی: Urengoy–Pomary–Uzhgorod pipeline) خط لوله انتقال گاز طبیعی به طول ۴۵۰۰ کیلومتر است، که از میدان گازی یرنگوی در روسیه آغاز شده و پس از گذر از شهرهای ایژوسک، یلتس، کورسک، رومنی، ژمرینکا و ایوانو-فرانکیفسک، در کشور اوکراین و در شهر اوژهورود پایان می‌یابد. ظرفیت انتقال گاز طبیعی این خط لوله روزانه معادل ۸۵ میلیون متر مکعب می‌باشد.